# Il traditor deluso
Il traditor deluso (en français « Le Traitre berné ») est un lied dramatique en italien pour voix et piano, composé par Franz Schubert en 1827. Il s’agit de la deuxième pièce de l’opus 83 (D. 902), Drei Gesänge für Baßstimme (en français « Trois chants pour voix de basse »). Le texte mis en musique est issu d’un livret d’oratorio de Pietro Metastasio, Gioas Re di Guida (en français « Joas, roi de Juda »).

## Contexte
Il existe plusieurs manuscrits autographes consignant la mise en musique de Il traditor deluso par Franz Schubert. Le plus ancien, aujourd’hui perdu, proposait une mélodie pour voix de soprano (D. 990F) vraisemblablement bien différente de celle que nous connaissons. Elle s’inscrivait peut-être dans la lignée des exercices de composition effectués par Schubert dans les années 1813-1816, alors qu’il était l’élève d’Antonio Salieri. Il se pourrait qu’elle ait été composée au même moment que l’aria Vedi quanto adoro (D. 510), aux environs du mois de décembre 1816.
Schubert exploite à nouveau le texte de Metastasio dans le courant de l’année 1827, comme en témoigne deux manuscrits autographes : une première ébauche est conservée à la bibliothèque de Vienne, tandis que la version définitive est détenue par la British Library. C’est sur cette dernière que repose la première édition de l’œuvre, publiée dans un recueil de trois chants italiens le 12 septembre 1827 à Vienne par l’éditeur Tobias Haslinger,. En effet, s’ajoutent à celui-ci L’incanto degli occhi (D. 902/1), également de Metastasio, et Il modo di prender moglie (D. 902/3), dont l’auteur reste inconnu.

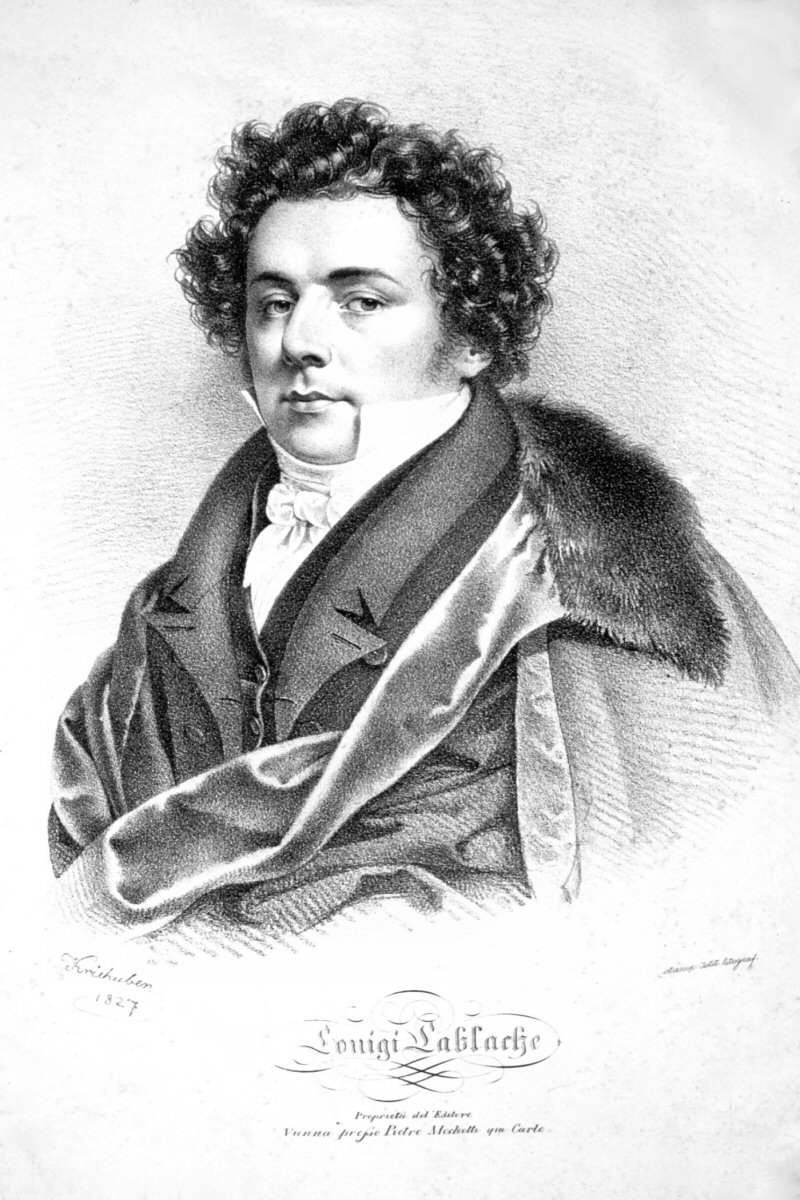
Luigi Lablache, dédicataire de l'œuvre.

Les trois pièces sont dédicacées et écrites pour le chanteur d’opéra italien Luigi Lablache, la basse la plus célèbre de son époque. Ce dernier accepte la dédicace le 30 avril 1827 ; cette date marque donc le terminus ante quem de la composition,. Actif à Vienne à partir d’avril 1823, Luigi Lablache avait probablement rencontré Schubert chez la famille Kiesewetter,. Les deux hommes fréquentaient certains amis en commun et semblaient se vouer une admiration mutuelle.
L’année 1827, avant-dernière de la vie de Schubert, s’ouvre sur une série d’échecs. Alors qu’il tentait de se faire éditer à Leipzig pour quitter Vienne, ses  projets n’aboutissent pas, ce qui le contraint à demeurer dans une ville où la censure du régime de Metternich bride la création artistique et instaure un climat d’angoisse généralisé,. Le poste de maître de chapelle à la cour de Vienne lui est également refusé. Il compose très peu pendant le mois de janvier et son projet d’opéra sur un livret d’Eduard von Bauernfeld, Le Comte de Gleichen, est mis en suspens. Ses œuvres ne trouvent d’ailleurs pas de public, outre ses amis dans les cadres restreints des schubertiades et de la Musikgesellschaft. L’état moral de Schubert ne cesse de se détériorer.
Durant le mois de février, il se lance dans la composition frénétique du premier cycle de son célèbre Voyage d’hiver sur douze poèmes de Wilhelm Müller. Ses œuvres de plus en plus sombres suscitent une incompréhension grandissante chez ses amis, si bien que Schubert s’éloigne progressivement des schubertiades.
En mars 1827, il renoue sa collocation avec son ami Franz von Schober. C’est à cette époque qu’a lieu son unique rencontre avec le maître pour qui il porte une vénération absolue, Ludwig van Beethoven, alors sur son lit de mort. Ce dernier s’éteint le 26 mars 1827 et est enterré trois jours plus tard. Schubert fait d’ailleurs partie des porte-torches durant les funérailles.
Bien que cet événement tragique l’affecte sans doute profondément, une modeste reconnaissance de son travail s’amorce vers avril 1827. Pour la première fois en trois ans, une de ses œuvres instrumentales, l’Octuor pour cordes et vents (D. 803), est donnée en concert public à Vienne. Son éditeur, Haslinger, publie également deux autres de ses œuvres instrumentales : la Fantaisie-Sonate en sol majeur pour piano (D. 894) et le Rondo en si mineur pour piano et violon (D. 895).

## Analyse musicale
Il traditor deluso est un lied de type « scène dramatique » en 157 mesures. Il se structure en deux parties, conformément au texte et au genre opératique auxquels il fait référence : un récitatif accompagné au caractère véhément suivi d’un air. La tonalité principale du lied est celle de Mi mineur et son ambitus est d’une treizième majeure (Sol2 – Mi4). La musique dramatise le texte de façon presque démesurée : selon Graham Johnson, Schubert détourne les conventions de l’opera seria du XVIIIe siècle pour en réaliser une caricature amusante.

### Le récitatif
La pièce s’ouvre sur une courte introduction au piano de quatre mesures, au tempo allegro assai (très rapide). La main gauche exécute des trémolos à la manière des cordes d’un orchestre. Instaurant d’emblée une tension dramatique, ils représentent par pictorialisme musical les tremblements de rage de l’interlocuteur. Dans le même temps, la main droite juxtapose deux éléments contrastants : la cellule rythmique percussive et nerveuse « double croche / croche pointée / double croche » et des valeurs simples doublées à l’octave marquant les temps. Ces éléments constituent l’ensemble des matériaux de l’accompagnement du récitatif, alternés entre les deux mains du piano.
L’introduction aboutit sur un accord de dominante sur lequel rebondit la partie vocale (mes. 4), exacerbant la réplique « Aimè » (« Hélas ») tel un cri de désespoir. La réplique suivante (mes. 6-9) est doublée par l’accompagnement à la main gauche du piano. Conformément à la forme du récitatif, le discours est aéré, la déclamation est respectée et les inflexions vocales sont au service du texte avec un ambitus relativement restreint afin de donner l’illusion de la parole.
Une modulation vers la tonalité de Si mineur s’amorce à la mesure 10, mais celle-ci est brusquement affirmée par un sforzando sur un accord de Do♯ majeur plaqué violemment au piano, suivi d’un accord de septième de dominante de Fa♯ majeur (mes. 11). Cette phase modulante constitue le climax dramatique du récitatif, illustrant musicalement le déroutement et le tumulte du personnage jusqu’à la folie. Après deux réexpositions du motif d’accompagnement (mes. 12-17), les deux mains du piano frappent des accords violents sur le rythme nerveux « double croche / croche pointée / double croche / noire ». Les répliques, s’enchainant désormais à un rythme haletant, prennent la forme de courtes questions confuses et d’exclamations qui s’élèvent vers l’aigu jusqu’à atteindre le sommet du récitatif, la note Ré4 (mes. 17-23).
Répétés à deux reprises, des trémolos joués aux deux mains reconduisent le drame vers un moment de tempérance suspensive. Ils sont en effet suivis d’un questionnement introspectif, « Ove son io? » (« Où suis-je ? »). Celui-ci est traduit musicalement par la partie vocale par des rythmes plus longs, des phrases espacées et des lignes descendantes. Le récitatif se clôture enfin sur une cadence parfaite (mes. 24-29).

### L'air
Une courte transition au piano introduit l’air et ramène la tonalité initiale : sur un crescendo, les deux mains du piano effectuent des broderies doublées à l’octave mettant en évidence la note Si. Cette dernière sert ensuite de pédale de dominante, résolue par une cadence parfaite sur un accord de Mi mineur (mes. 29-32).
L’air est au tempo allegro molto (très rapide) et alla breve. Il adopte la forme ABAB’.
Dans la section A (« Ah l’aria […] vacilla l’infido terren! »), la mélodie se caractérise d’abord par une anacrouse et par des syncopes qui appuient chaque deuxième temps, ce qui lui confère son caractère entrainant. Son conséquent utilise la répétition du motif rythmique « noire / croche / croche ». L’accompagnement suit la partie vocale à la main gauche pendant que la main droite réalise des arpèges (mes. 31-39). Lors de la reprise du texte, la main droite du piano exécute des montées chromatiques, tandis que la partie vocale offre au chanteur l’occasion d’étaler davantage ses capacités techniques : les intervalles s’agrandissent et l’ambitus s’ouvre jusqu’au Mi4 (mes. 39-51).
La section B (« Qual notte profonda […] Mi sento nel sen! ») contraste par son caractère menaçant. Elle s’ouvre sur la répétition obstinée d’accords de tonique joués en croches à l’accompagnement, tandis que la partie vocale réalise un long arpège sur ce même accord avec une dilatation du motif rythmique du conséquent de la section A, transformé en « ronde / blanche / blanche » (mes. 52-59). La note culminante de l’arpège attendue (Si) est supplantée par un Do, soutenu au piano par des accords de Do mineur joués fortissimo (mes. 60-63). Cet effet de surprise est typiquement schubertien, il se retrouve notamment dans l’introduction du Sanctus de sa Messe en mi bémol majeur (D. 950). La mélodie accentue son caractère mystérieux par des sauts de septièmes et de sixtes mineures sur les mots « larve » (« spectres ») et « smanie » (« délires ») (mes. 64-71). Ensuite, le motif rythmique « noire / croche / croche », ressurgit mais cette fois sous la forme d’arpèges ascendantes, soutenues par des accords au piano (mes. 72-75). Par un procédé analogue à celui utilisé à la mesure 60, le sommet de l’arpège est à nouveau évité par le passage non préparé d’un accord de Si mineur à un accord de Sol mineur à la mesure 78. Ce passage traduit l’exclamation de terreur du personnage (mes. 76-82). S’ensuit alors la répétition du même motif transposé dans la tonalité de Sol mineur, jusqu’à ce qu’un crescendo intense conduise au retour de la tonalité de Si mineur (mes. 83-90). À nouveau, le cri d’horreur est poussé mais avec une plus grande intensité : il est concrétisé par un saut de sixte majeure et culmine sur un Mi4 (mes. 91-94).
Quatre mesures séparent la section B du retour de la section A et ramènent la tonalité initiale de Mi mineur. Elles sont similaires à la transition observable entre le récitatif et l’air : elles consistent en une série de broderies autour de la note Si, mais cette fois-ci la partie vocale réalise une variation sur le motif « noire / croche / croche » rencontré dans la section A et B. Ensuite, une pédale de dominante sur Si se conclut par une cadence parfaite sur un accord de Mi mineur (mes. 95-98). À la manière d’un da capo,, la section A est reprise à l’identique, à l’exception des deux dernières mesures où la partie vocale rend la cadence parfaite plus explicite (mes. 99-119).
La section B’ reprend le texte ainsi que différents matériaux musicaux de la section B mais les réarticule afin de construire une conclusion dramatique. Elle s’ouvre sur un tournoiement autour de l’accord de tonique, avec le rythme « noire / croche / croche » répété sans relâche par la partie vocale, tandis que le piano marque les temps et les contretemps par des accords (mes. 119-123). Le motif rythmique se dilate et se transforme en « blanche / noire / noire » le temps d’un bref passage arpégé, avec un renvoi épisodique à l’accord de Sol mineur. L’accompagnement pianistique réalise d’abord des accords sous forme de croches soulignés par un crescendo et un decrescendo, puis chaque main alterne pour frapper les temps (mes. 124-128). Cet enchaînement est répété mais la fin de cette seconde occurrence se distingue de la première par une référence à la tonalité de Sol mineur plus assumée et par une dilatation du motif rythmique encore plus grande, celui-ci évoluant en « ronde / blanche / blanche », à l’instar de la section B (mes. 128-141). La partie vocale enchaîne avec la répétition effrénée du motif rythmique « noire / croche / croche » sur la note Si, entrecoupée par des sauts d’octaves, alors que le piano alterne entre des accords de tonique et de dominante (mes. 141-145). La conclusion amorcée par ces dernières mesures mène à un dernier climax sur « che fiero » (« quelle épouvante »), avant de laisser place à une cadence parfaite (mes. 145-150). Par symétrie avec le début de la pièce, celle-ci s’achève par une conclusion instrumentale au piano qui exécute des lignes brisées descendantes, conduisant à une dernière cadence parfaite affirmée avec clarté et théâtralité (mes. 150-157).

## Analyse textuelle
| Texte italien | Texte allemand | Traduction française |
| --- | --- | --- |
| Aimè, [qual forza ignota anima quelle voci!] io tremo, Io sento tutto inondarmi Il seno di gelido sudor! Fuggasi, ah quale? Qual’è la via? Chi me l’addita? Oh Dio! che ascoltai? Che m’avvene? Ove son io? Ah l’aria d’intorno lampeggia, sfavilla; Ondeggia, vacilla l’infido terren! Qual notte profonda D'orror mi circonda! Che larve funeste, Che smanie son queste! Che fiero spavento Mi sento nel sen! | Weh mir, ich bebe! Ich fühl es, wilder Verzweiflung Schauer erstarret meine Brust… Fort von hier! Doch wohin nun? Wohin entfliehen? Wohin mich wenden? Ihr Götter! ha! was hör ich? Mein Verderben, ihr Götter, ach, was hör ich? Weh mir, wo bin ich? Wo ach, wo bin ich? Ha, rings sind die Lüfte von Blitzen erglühet, es wanket, es fliehet die Erd' unter mir. Welch furchtbares Grauen muss rings ich erschauen, welch grause Gestalten umfangen mich halten, welch finstre Gewalten umkreisen mich hier. | Hélas, je tremble ! Je sens ma poitrine tout entière s’inonder de sueur glacée ! Fuyons ! Ah quelle… quelle voie prendre ? Qui peut me l’indiquer ? Ô Dieu ! qu’ai-je entendu ? Que m’est-il arrivé ? Où suis-je ? Ah, l’air tout autour brille d’éclairs, d’étincelles ; la terre oscille et chancelle ! Quelle nuit profonde m'enveloppe d’horreur ! Quels spectres funestes, Quels délires sont-ce là ! Quelle épouvante cruelle je sens en mon cœur ! |

### Le livret original
Le texte mis en musique par Franz Schubert est extrait de l’acte II de l’oratorio Gioas Re di Guida (en français « Joas, roi de Juda »), du librettiste Pietro Metastasio. Commandé par l’empereur Charles VI à Vienne, l’oratorio est joué pour la première fois à la chapelle impériale en 1735, sur une musique de Georg Reutter. Le livret de Metastasio connait plusieurs adaptations musicales successives au XVIIIe siècle : parmi les compositeurs les plus célèbres, citons Niccolò Jommelli (1745), Luigi Boccherini (1767) et Johann Christoph Bach (1770).
L’œuvre relate l’histoire vétérotestamentaire de Joas, tirée du Deuxième Livre des Rois (chapitres 11 et 12) et du Deuxième Livre des Chroniques (chapitres 22 à 24). L’auteur s’inspire également de la tragédie de Jean Racine, Athalie (1691), tout en s’en éloignant expressément. Joas est le dernier survivant du massacre des enfants de la lignée royale de David, organisé par Athalie pour siéger illégitimement sur le trône de Juda. Sauvé par sa tante Josabeth, épouse du grand prêtre Joad, le jeune Joas est élevé secrètement au temple de Salomon à Jérusalem. À l’âge de sept ans, Joad le présente au peuple et il reprend sa juste place sur le trône, renversant la reine usurpatrice.
Dans la tragédie de Racine, tout comme Phèdre, Athalie est dépeinte avec nuance et ambiguïté : la reine est certes coupable de ses actions, mais elle est aussi victime de son destin, accablée par des remords et des visions sinistres. Au contraire, le livret de Metastasio la présente exclusivement comme une femme corrompue, usant des stratagèmes les plus immoraux pour arriver à ses fins. Ses excès de sentiments, illustrés notamment dans le texte repris par Schubert dans Il traditor deluso, restent des manifestations de sa culpabilité.

### Analyse du texte du lied
Le texte se structure en deux parties : un récitatif suivi d’un air. Dans le récitatif, Athalie exprime à la première personne son état de fureur et de terreur soudaines, déclenché par la révélation de l'illégitimité de son règne (« Aimè, io tremo […] Il seno di gelido sudor! »). Elle poursuit son discours par des exclamations et des interrogations confuses, cherchant la fuite (« Fuggasi, ah quale? […] Ove son io? »). L’air se compose de deux sections : la première illustre sa colère et sa perte par des images de la nature (« Ah l’aria d’intorno […] Ondeggia, vacilla l’infido terren! »), tandis que la seconde consiste en des exclamations d’horreur (« Qual notte profonda […] Mi sento nel sen! »).
Selon Marjorie Wing Hirsch, le lied peut être classé dans la catégorie des « scènes dramatiques » car il adopte certaines caractéristiques textuelles typiques du genre. Tout d’abord, le texte provient d’un genre dramatique, l’oratorio. La forme « récitatif et air » typiquement opératique est singularisée d’une part par son adaptation pour voix seule et piano, et d’autre part par une écriture pour voix de basse. Ce choix obscurcit l’identité dramatique du personnage d’Athalie. Elle n’est d’ailleurs pas nommée dans le texte, bien qu’elle soit mise en avant par le titre de l’œuvre comme une figure archétypale.
Dans le récitatif en particulier, une action dramatique est perceptible tout comme son écoulement dans le temps. Cette progression des événements, peu présente dans le lied traditionnel, est également rendue par des moyens musicaux comme des changements de tonalités, de rythmes, de dynamiques ou bien encore des inflexions vocales qui miment le discours.
Enfin, la partie du texte sélectionnée représente le climax narratif du livret de Metastasio. L’action n’est pas résolue à la fin de l’œuvre : la narration reste suspendue sur un moment de tension, contrairement à l’accompagnement musical qui se résout sur une cadence parfaite.

### Traduction allemande
Lorsque la partition parait en 1827, le texte en italien est accompagné d’une traduction en allemand, à l’instar des deux autres chants du recueil. La pièce est d’ailleurs sous-titrée « Der getäuschte Verräther ». La plus ancienne version du texte en allemand est consignée dans le manuscrit autographe de la British Library. Deux feuillets séparés contiennent la partie vocale allemande écrite en clé de Sol, avec de légères modifications mélodiques. Elle a probablement été copiée pour un chanteur à la voix moins grave que le dédicataire et dont la maitrise de l’italien était inférieure, peut-être pour une interprétation lors d’une schubertiade.
Le texte de Metastasio avait déjà été traduit vers l’allemand dans plusieurs livrets du XVIIIe siècle,. Le lied de Schubert propose toutefois une nouvelle traduction respectant la prosodie du texte italien. Il semble peu probable que Jakob Nikolaus Craigher, traducteur engagé par Schubert depuis 1825, en soit à l’origine. En effet, sa langue naturelle étant l’italien, il serait surprenant qu’il n’ait pas corrigé les erreurs de prosodie italienne dans les partitions manuscrites de Schubert – celles-ci ayant seulement été corrigées après l’ajout de la traduction allemande. L’identité du traducteur reste donc inconnue.

## Réception
Du vivant de Schubert, deux critiques du lied sont publiées dans la presse en 1828. La première parait dans la revue Allgemeinen musikalischen Zeitung de Leipzig le 30 janvier et en fait une description élogieuse. L’auteur félicite Schubert pour le choix du texte issu d’un répertoire prestigieux, pour la traduction allemande et pour la mise en musique. Selon lui, les changements harmoniques abruptes sont entièrement justifiés par l’atmosphère du texte.
La seconde, datée du 19 mars de la même année, est publiée dans les pages du Allgemeinen musikalischen Zeitung de Berlin. Celle-ci est bien moins complaisante : selon son rédacteur, Schubert ne serait pas parvenu à la juste synthèse entre les musiques italiennes et allemandes. La mélodie ne serait pas assez fluide et légère, tandis que l’accompagnement pianistique serait trop complexe. Néanmoins, Il traditor deluso est le plus apprécié des trois chants italiens.
Aux XXe et XXIe siècles, l’œuvre n’a pas connu une grande une postérité. Elle a néanmoins été commentée à plusieurs reprises : Richard Capell fait remarquer la qualité des trois chants en tant qu’exercices techniques pour voix de basse. Dietrich Fischer-Dieskau le rejoint en soulignant la surprenante habilité de composition de Schubert pour un genre avec lequel on lui connait moins de familiarité.
Au contraire, pour Brigitte Massin, un manque de maitrise transparait dans la partie vocale, alors que l’accompagnement reste typiquement schubertien. Les parties vocale et pianistique seraient donc relativement détachées l’une de l’autre. Enfin, selon Graham Johnson, la pièce est une caricature amusante des airs d’opera seria du XVIIIe siècle, nécessitant une certaine expertise vocale, mais l’écriture musicale est moins riche que celle de L’incanto degli occhi (D. 902/1), le premier chant du recueil.

## Éditions

### Éditions anciennes
- Vienne, Tobias Haslinger, VN 5061-5063, 12 septembre 1827.
- Schubert’s Werke, série XX, vol. 10, n. 579-581, Leipzig, Breitkopf & Härtel, F.S. 945-947, 1895, p. 58-64.
- Schubert-Album, vol. 6, n. 793, Leipzig, Edition Peters, 8774, s.d. [v. 1905-1910], p. 150-156.

### Édition critique
- Franz Schubert. Neue Ausgabe sämtlicher Werke, série IV, Lieder, vol. 4, partie a., édité par Walther Dürr, Cassel/Bâle/Tours/Londres, Bärenreiter-Verlag, 1979, p. 35-47.

## Discographie
| Date de parution | Chant                    | Piano             | Titre de l'album                                                 | Label                             | Durée  | Version   |
| ---------------- | ------------------------ | ----------------- | ---------------------------------------------------------------- | --------------------------------- | ------ | --------- |
| ?                | Georg Hann               | ?                 | Franz Schubert Lieder-Sammlung, vol. 6 : Aufnahmen 1940-1942     | Hamburger Archiv für Gesangskunst | 3’35’’ | Allemande |
| 1969             | Dietrich Fischer-Dieskau | Gerald Moore      | Franz Schubert. Lieder, vol. 2                                   | Deutsche Grammophon               | 3’43’’ | Italienne |
| 2000             | Gerald Finley            | Graham Johnson    | The Hyperion Schubert Edition, vol. 36 : An 1827 Schubertiad     | Hyperion                          | 3'33'' | Italienne |
| 2003             | Wolf Matthias Friedrich  | Ulrich Eisenlohr  | Deutsche Schubert-Lied-Edition, vol. 14 : European Poets, vol. 2 | Naxos                             | 3'18'' | Italienne |
| 2011             | David Soar               | James Southall    | Hidden Treasure                                                  | Resonus Classics                  | 3'32'' | Italienne |
| 2015             | Thomas Bauer             | Jos Van Immerseel | Schubertiade. 'Du Holde Kunst, Ich Danke Dir‘                    | Alpha Classics                    | 3'48'' | Italienne |
| 2023             | Jasper Schweppe          | Riko Fukuda       | Franz Peter Schubert. Lieder, vol. 6 : Lieder Opus 68-86         | Etcetera                          | 3'55'' | Italienne |

### Partitions manuscrites
- The British Library, Add MS 41630.
- Wienbibliothek im Rathaus, MH 107/c.

### Édition critique de partitions
- Schubert, Franz, Franz Schubert. Neue Ausgabe sämtlicher Werke, série IV, Lieder, vol. 4, partie a., édité par Walther Dürr, Cassel/Bâle/Tours/Londres, Bärenreiter-Verlag, 1979.
  - Schubert, Franz, « Il traditor deluso (Der getäuschte Verräter) », lied pour voix chantée et piano sur un texte de Pietro Metastasio, op. 83/2 (D. 902/2), dans Schubert, Franz, Franz Schubert. Neue Ausgabe sämtlicher Werke, série IV, Lieder, vol. 4, partie a., édité par Walther Dürr, Cassel/Bâle/Tours/Londres, Bärenreiter-Verlag, 1979, p. 35-47.

### Sources textuelles narratives
- Metastasio, Pietro, « Gioas Re di Giuda », texte édité et annoté par Mario Fubini dans Mattioli, Raffaele, Pancrazi, Pietro et Schiaffini, Alfredo (dir.), La letteratura italiana. Storia e testi, vol. 41, Pietro Metastasio. Opere, Milan/Naples, Riccardo Ricciardi Editore, 1968, p. 451-482.
- Metastasio, Pietro, Gioas Re di Giuda. Componimento sacro. Opera del signor abbate Pietro Metastasio, riprodotto e cantato al festeggiamento dell’ elezione del riverendissimo ed ilusstrissimo signore Ereberto del Monastero di Cermifano, degnissimo abbate &c. &c., Steyr, Abramo Wimmer, 1774 (Numérisation disponible sur le site du Müncher DigitalisierungsZentrum, [en ligne], urn:nbn:de:bvb:12-bsb10382081-0, dernière consultation le 21 décembre 2024).
- Metastasio, Pietro, Gioas Re di Giuda. Joas ein König der Juden, livret mis en musique par Joseph Willibald Michl, Munich, v. 1770 (Numérisation disponible sur le site du Müncher DigitalisierungsZentrum, [en ligne], urn:nbn:de:bvb:12-bsb10381993-0, dernière consultation le 21 décembre 2024).
- Metastasio, Pietro, « Il traditor deluso / The Traitor Deceived », dans Schubert: The Complete Song Texts, textes réunis et traduis vers l’anglais par Richard Wigmore, New York, Schirmer Books, 1988, p. 243.

### Éditions d'écrits
- Fink, G. W. (?), « Aus der Leipziger „Allgemeinen musikalischen Zeitung“ vom 30. Januar 1828 », dans Franz Schubert. Neue Ausgabe sämtlicher Werke, série VIII, Supplement, vol. 5, Schubert. Die Dokumente seines Lebens, documents réunis, annotés et édités par Otto Erich Deutsch, Cassel/Bâle/Londres/New York, Bärenreiter, 1964, p. 487-488.
- Marschner, Heinrich, « Aus der Berliner „Allgemeinen musikalischen Zeitung“ vom 19. März 1828 », dans Franz Schubert. Neue Ausgabe sämtlicher Werke, série VIII, Supplement, vol. 5, Schubert. Die Dokumente seines Lebens, documents réunis, annotés et édités par Otto Erich Deutsch, Cassel/Bâle/Londres/New York, Bärenreiter, 1964, p. 501.
- Spaun, Josef von, « Notes on my association with Franz Schubert » [1858], repris dans Schubert. Memoirs of his Friends, textes réunis par Otto Erich Deutsch, Londres, Adam & Charles Black, 1985, p. 125-144.

### Catalogue
- Deutsch, Otto Erich, Franz Schubert. Thematisches Verzeichnis seiner Werke in chronologischer Folge, Kassel, Bärenreiter, 1978.

### Monographies
- Capell, Richard, Schubert’s Songs, Londres, Bloomsbury, 1973.
- Fischer-Dieskau, Dietrich, Les lieder de Schubert, Paris, Robert Laffont, 1979.
- Hirsch, Marjorie Wing, Schubert's Dramatic Lieder, Cambridge University Press, 1993.
- Lablache Cheer, Clarissa, The Great Lablache. Nineteenth Century Operatic Superstar. His Life and His Times, [auto-édition], 2009.
- Massin, Brigitte, Franz Schubert, Paris, Fayard, 1977.
- Reed, John, The Schubert Song Companion, Manchester University Press, 1997.

### Articles
- Bostein, Leon, « Realism transformed: Franz Schubert and Vienna », dans GIBBS, Christopher H. (éd.), The Cambridge Companion to Schubert, Cambridge University Press, 1997, p. 13-35.
- Joly, Jacques, « Atalia e Gios tra religione, potere e teatro », dans Mozart, Padova e la Betulia liberata. Committenza, interpretazione e fortuna delle Azioni Sacre metastasiane nel '700, actes du colloque (Padoue, du 28 au 30 septembre 1989), numéro spécial de la revue Quaderni della Rivista Italiana di Musicologia, vol. 24, 1991, p. 65-72.